# Bacotoma cuprealis
Bacotoma cuprealis is een vlinder uit de familie van de grasmotten (Crambidae), uit de onderfamilie van de Spilomelinae. De wetenschappelijke naam van deze soort is voor het eerst voorgesteld als Coptobasis cuprealis door Frederic Moore in een publicatie uit 1877.
De soort komt voor op de Andamanen en in India (Meghalaya).